# Geositta rufipennis
Geositta rufipennis е вид птица от семейство Furnariidae.

## Разпространение
Видът е разпространен в Аржентина, Боливия и Чили.